# Joyeux
Joyeux település Franciaországban, Ain megyében. Lakosainak száma 262 fő (2022. január 1.). Joyeux Birieux, Faramans, Le Montellier, Rignieux-le-Franc, Saint-Éloi és Versailleux községekkel határos.

## Népesség
A település népességének változása:
| Lakosok száma | 146  | 151  | 206  | 227  | 237  | 278  | 271  | 268  | 266  | 262  |
|               | 1968 | 1982 | 1999 | 2006 | 2011 | 2015 | 2017 | 2018 | 2020 | 2022 |